# Antenne Pfalz
Antenne Pfalz ist ein privater Radiosender, der aus Landau in der Pfalz ein 24-Stunden-Programm sendet.
Der Sender ist Teil der lokalen Hörfunkkette The Radio Group, Eigentümer Stephan Schwenk, die 2008 durch eine Neuausschreibung von Radiofrequenzen der Landeszentrale für Medien und Kommunikation entstanden ist. Das Hörfunkprogramm mit regionalem und lokalem Bezug wird auf der UKW-Frequenz Neustadt an der Weinstraße 94,2 MHz ausgestrahlt, die vorher von Rockland Radio genutzt wurde und ist in der gesamten Vorderpfalz zwischen Neustadt und Ludwigshafen und von Frankenthal bis Speyer hörbar.
Geschäftsführer der Antenne Lokalradios Pfalz GmbH, die die Sender Antenne Landau und Antenne Pfalz betreibt, sind Normann Küntzler und Achim Geißert. Die Sendestudios befinden sich in Landau in der Pfalz und werden von beiden Sendern gemeinsam genutzt. Die Studioleitung teilen sich Sophie Gareis und Tobi Rinker.
Tobi Rinker moderiert zudem die Morningshow "Perfekt geweckt". Weitere Moderatoren sind Dana Nolte, Theresa Bosse sowie Marco Blechschmidt. Sophie Gareis präsentiert die Lokalnachrichten. Seit Januar 2013 bereichert Radio-Urgestein Thomas Koschwitz das Team und moderiert samstags von 9 bis 12 Uhr die Show "Koschwitz zum Wochenende".